# Simone Bacciocchi
Simone Bacciocchi (ur. 22 stycznia 1977 w San Marino) – sanmaryński piłkarz występujący na pozycji obrońcy, reprezentant San Marino w latach 1998–2013.

## Kariera
Karierę zaczynał w klubie SP Domagnano. Grał w nim tylko jeden sezon i przeszedł do włoskiego AS Torre Pedreta. Występował w nim od 1997 roku do 2000. Następnie wrócił do Domagano w którym grał dwa lata. Wiosną 2003 roku został wypożyczony do Tropical Coriano. Później od jesieni 2003 roku do 2008 roku grał w Domagano. W tym czasie zaliczył także epizody w SS Pennarossa oraz Sportingu Novavalmarecchia. Następnie grał w SP Tre Fiori, gdzie wystąpił w sześciu meczach. W sezonie 2008/09 występował we włoskim ASD Romagana Centro, skąd przeniósł się do PD Fontanelle. Zaliczył 60 występów w kadrze San Marino i pod tym względem zajmuje ósme miejsce.

## Sukcesy
SP Domagnano
- mistrzostwo San Marino: 2004/05[3]

AC Juvenes/Dogana
- Puchar San Marino: 2010/11